# Syngnathus macrophthalmus
Syngnathus macrophthalmus és una espècie de peix de la família dels singnàtids i de l'ordre dels singnatiformes.

## Morfologia
- Els mascles poden assolir 12,2 cm de longitud total.[1]

## Reproducció
És ovovivípar i el mascle transporta els ous en una bossa ventral, la qual es troba a sota de la cua.

## Hàbitat
És un peix marí de clima tropical.

## Distribució geogràfica
Es troba a Suez i al voltant d'Hurghada (nord-oest del Mar Roig).